# Kinas Grand Prix 2009
Kinas Grand Prix 2009 var det tredje av 17 lopp ingående i formel 1-VM 2009.

## Rapport
Sebastian Vettel i Red Bull tog pole position före Fernando Alonso i Renault. Från andra ledet startade Mark Webber i Red Bull och Rubens Barrichello i Brawn. Bakom dessa stod Jenson Button i Brawn och 
Jarno Trulli i Toyota. I fjärde ledet stod Nico Rosberg i Williams och Kimi Räikkönen i Ferrari följda av Lewis Hamilton i McLaren och Sébastien Buemi i Toro Rosso. 
Loppet startades på grund av regn bakom en säkerhetsbil, som sedan släppte iväg fältet efter åtta varv. Vettel drog ifrån och vann loppet före stallkamraten Webber med Button på tredje plats. Detta var Red Bulls första F1-seger och första dubbelseger och även Webbers bästa resultat i karriären.

## Resultat

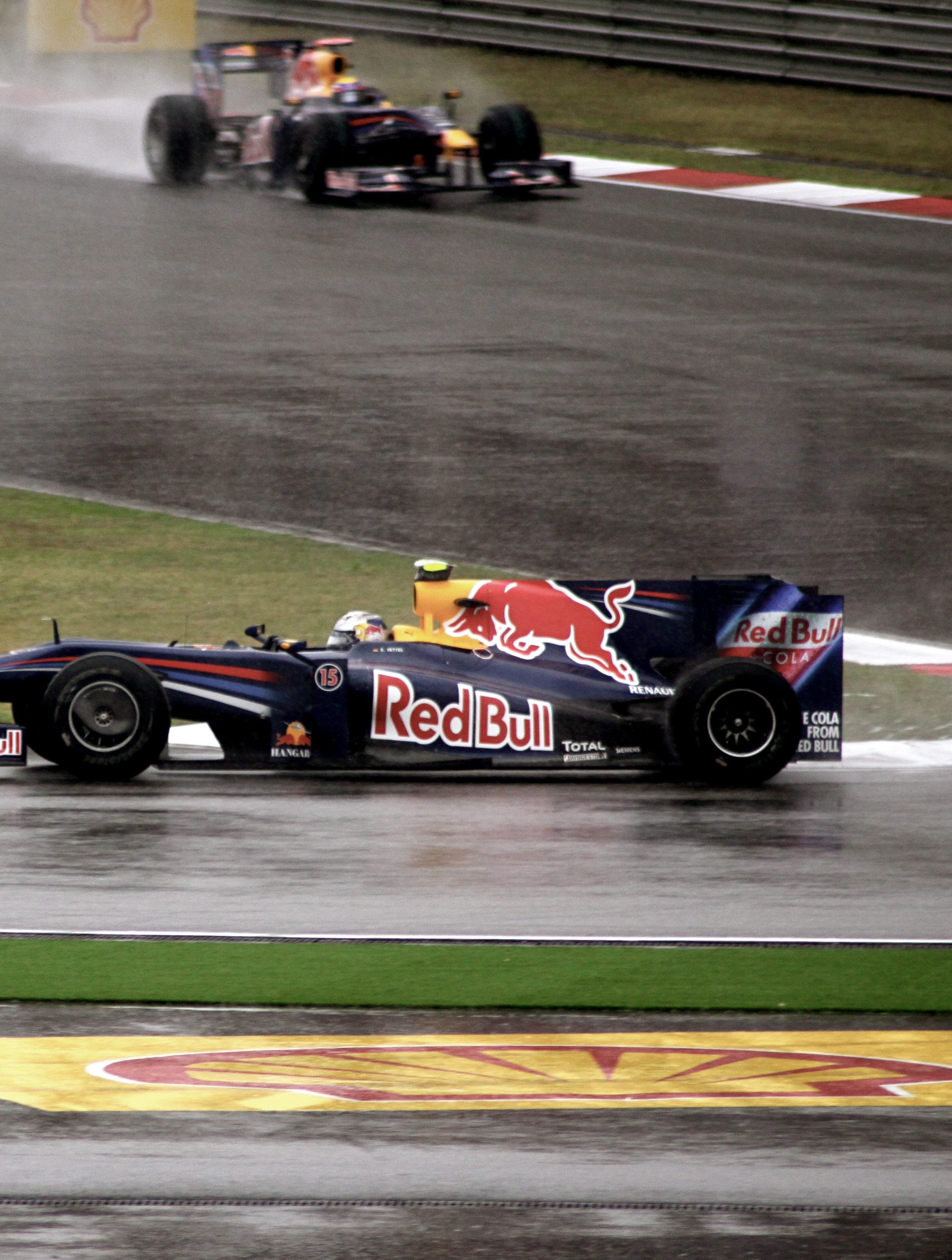
Vettel och Webber i Kina 2009

1. Sebastian Vettel, Red Bull-Renault, 10 poäng
2. Mark Webber, Red Bull-Renault, 8
3. Jenson Button, Brawn-Mercedes, 6
4. Rubens Barrichello, Brawn-Mercedes, 5
5. Heikki Kovalainen, McLaren-Mercedes, 4
6. Lewis Hamilton, McLaren-Mercedes, 3
7. Timo Glock, Toyota, 2
8. Sébastien Buemi, Toro Rosso-Ferrari, 1
9. Fernando Alonso, Renault
10. Kimi Räikkönen, Ferrari
11. Sébastien Bourdais, Toro Rosso-Ferrari
12. Nick Heidfeld, BMW Sauber
13. Robert Kubica, BMW Sauber
14. Giancarlo Fisichella, Force India-Mercedes
15. Nico Rosberg, Williams-Toyota
16. Nelsinho Piquet, Renault
17. Adrian Sutil, Force India-Mercedes (varv 50, olycka)

### Förare som bröt loppet
- Kazuki Nakajima, Williams-Toyota (varv 43, transmission)
- Felipe Massa, Ferrari (20, elsystem)
- Jarno Trulli, Toyota (18, olycksskada)